# Dmitrij Worobjow
Dmitrij Siergiejewicz Worobjow, ros. Дмитрий Сергеевич Воробьёв (ur. 18 października 1985 w Togliatti) – rosyjski hokeista, reprezentant Rosji.

## Kariera
- Łada 2 Togliatti (2002-2003)
- Łada Togliatti (2003-2009)
- Saławat Jułajew Ufa (2003-2009)
- Dinamo Moskwa (2009-2010)
- SKA Sankt Petersburg (2010-2011)
- HK WMF Sankt Petersburg (2010-2011)
- Torpedo Niżny Nowogród (2011-2012)
- SKA Sankt Petersburg (2012-2013)
- Awangard Omsk (2013)
- Admirał Władywostok (2013-2014)
- Łada Togliatti (2014-2016)
- Saławat Jułajew Ufa (2016-2017)
- Łada Togliatti (2017-2018)
- Amur Chabarowsk (2018-2019)
- HK Dukla Michalovce (2019-2020)

Wychowanek Nieftiechimika Niżniekamsk. Dwukrotnie występował w amerykańskiej lidze AHL. Od sierpnia 2013 zawodnik Torpedo Niżny Nowogród (w toku wymiany z Torpedo do Awangardu trafił za niego Pawieł Walentienko; w przeszłości obaj razem rozpoczynali karierę w Ładzie Togliatti). Od listopada 2013 zawodnik Admirała Władywostok (w toku wymiany z Admirała do Awangardu trafił za niego Anton Poleszczuk). Od maja 2014 ponownie zawodnik Łady. Od maja 2016 do maja 2017 ponownie zawodnik Saławatu Jułajew Ufa. Od maja 2017 ponownie zawodnik Łady. W maju 2018 przeszedł do Amur Chabarowsk. We wrześniu 2019 został zawodnikiem słowackiej Dukli Michalovce.

## Sukcesy
Reprezentacyjne
- Srebrny medal mistrzostw świata juniorów do lat 20: 2005
- Złoty medal mistrzostw świata: 2008

Klubowe
- Brązowy medal mistrzostw Rosji: 2004 z Ładą Togliatti, 2013 ze SKA Sankt Petersburg
- Srebrny medal mistrzostw Rosji: 2005 z Ładą Togliatti
- Puchar Kontynentalny: 2006 z Ładą Togliatti

Indywidualne
- Superliga rosyjska w hokeju na lodzie (2007/2008): pierwsze miejsce w klasyfikacji strzelców wśród obrońców: 16 goli

Wyróżnienie
- Zasłużony Mistrz Sportu Rosji w hokeju na lodzie: 2009